# Fiat 124
Der Fiat 124 ist ein Modell der unteren Mittelklasse der italienischen Automarke Fiat, das in verschiedenen Varianten (Fahrzeugkategorien) zwischen Frühjahr 1966 und Sommer 1985 gebaut wurde. Als Limousine wurde er von Fachjournalisten der europäischen Motorpresse zum Auto des Jahres 1967 gewählt. Fiat vergab Lizenzen zum Bau des 124 in mehrere Länder. Zusammen mit den Lizenznachbauten, darunter rund 17,3 Millionen Exemplare des bis 2014 gebauten Schiguli (Lada), ist der Fiat 124 mit einer Stückzahl von knapp 23 Millionen eine der meistproduzierten Automobilkonstruktionen. 
Zwischen 2016 und 2020 bot Fiat einen Roadster auf der Basis des Mazda MX-5 von 2016 unter der Modellbezeichnung Fiat 124 Spider an.

## Modellgeschichte

### Allgemeines

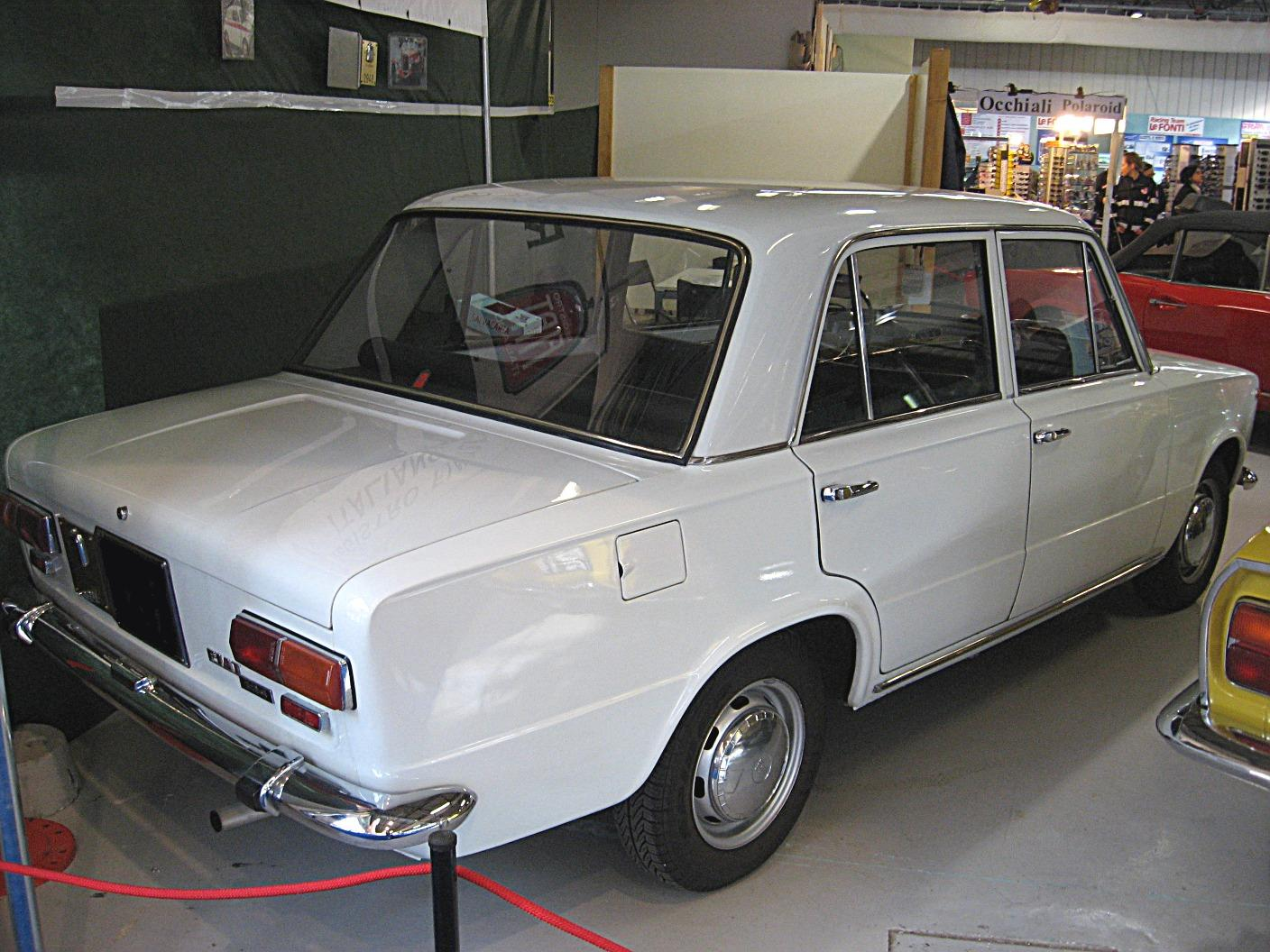
Heckansicht

Kurz nach der Präsentation der Baureihe Fiat 1300 und Fiat 1500 nahm Fiat die Arbeiten zur Entwicklung eines Nachfolgers des Modells 1100/1200 auf. Da im Automobilbau der frühen 1960er-Jahre stilistisch die „Neue Sachlichkeit“ Einzug gehalten hatte, sollte sich auch die Gestaltung des neuen Fiat 124 an diesem Trend orientieren.
Der damalige Leiter der Entwicklung bei Fiat, Dante Giacosa, hat die Entwicklung in seinem Buch "40 Jahre Design bei Fiat" umfassend beschrieben. Fiat baute zu jener Zeit ausschließlich Fahrzeuge mit Hinterradantrieb. Der Vorderradantrieb galt jedoch spätestens seit der Präsentation des BMC Mini auf dem Automarkt als zukunftsweisend für den Massenmarkt. Problematisch erschien damals jedoch die Verwendung unterschiedlich langer Antriebswellen. Innerhalb des Fiat-Konzerns erprobte die Konzerntochter Autobianchi mit dem Modell Primula das Konzept und erzielte respektable Verkaufserfolge.
Um das bei Autobianchi gewonnene Wissen auf die Konzernmutter Fiat zu übertragen, entstand in Turin unter der Bezeichnung 123 ein gemeinsames Projekt. Auf Basis des Primula begann die Entwicklung einer viertürigen Stufenhecklimousine mit Quermotor und Frontantrieb. Im Laufe der Arbeiten entschied sich Fiat jedoch, den künftigen Fiat 124 weiterhin mit Hinterradantrieb zu fertigen. Die Entwicklungen wurden an das Tochterunternehmen Autobianchi übergeben. Autobianchi brachte das Projekt zur Serienreife und verkaufte das Fahrzeug als Autobianchi A111.
Schon damals erzielte der Fiat-Konzern einen bedeutenden Anteil seines Umsatzes außerhalb Italiens. Wesentlichen Anteil hieran hatten Lizenzproduktionen von Tochterfirmen, die die Fahrzeuge unter ihrem Markennamen vertrieben, sofern sie gut zu den jeweiligen nationalen Bedürfnissen passten. Im Lastenheft für die Gestaltung des Fiat 124 stand daher, möglichst global zu gefallen und sich auch unter schwierigen Bedingungen behaupten zu können. Fiats Lösung für diese Aufgabe lag in einer schlichten, glattflächigen Form, gepaart mit einer robusten und erprobten Technik ohne innovative Experimente. Die sehr kräftig ausgebildete Heizungsanlage kam den Anforderungen der Lizenzproduktion in der Sowjetunion entgegen, die beim Erscheinen des Fiat 124 im Jahr 1966 bereits festgelegt war.

### Technik
Der Wagen hatte vorn einen längs eingebauten Vierzylindermotor mit 1197 cm³ Hubraum mit einem Zylinderkopf aus Aluminium. Die Verdichtung des Motors von 8,8 : 1 erlaubte auch die Nutzung von Kraftstoffen mit niedriger Oktanzahl. Das maximale Drehmoment lag mit 94 Nm bei 3200/min an. Die Leistung betrug 65 PS nach SAE, das sind 60 DIN-PS und entspricht 44 kW. Die seitliche, kettengetriebene Nockenwelle betätigte die hängenden Ventile über Stößel, Stoßstangen und Kipphebel. Neu in einem Fiat war damals die fünffach gelagerte Kurbelwelle. Die Antriebskraft wurde über ein Vierganggetriebe an die Hinterachse übertragen.
Die Bremsanlage umfasste zwar Scheibenbremsen an allen vier Rädern, eine Bremsunterstützung war aber nicht serienmäßig.
Die Vorderräder waren einzeln an Doppelquerlenkern aufgehängt. Die Vorderachse wurde im Wesentlichen vom Fiat 1100 übernommen. Die neu konstruierte hintere starre Deichselachse war schraubengefedert und an zwei Längslenkern und einem Panhardstab geführt. Damit waren Schwächen wie das Trampeln (Drehschwingungen um die Querachse) einer an Blattfedern aufgehängten Starrachse vermieden. Verglichen mit Einzelradaufhängung waren die ungefederten Massen zwar etwas höher, aber Spur und Sturz blieben stets konstant. Das Fahrwerk des Fiat 124 war wartungsfrei (keine Schmierstellen). Anders als der überarbeitete Fiat 1100 hatte der 124 allerdings keine geteilte Lenksäule. 1968 gab es eine neue Hinterachse ohne Deichsel mit vier Längslenkern und einem Panhardstab.

### Rezeption und Modellpflege
Der Fiat 124 wurde im Frühjahr 1966 der Öffentlichkeit präsentiert. Einzige Karosserievariante war zunächst die viertürige Limousine. Trotz der geringen Abmessungen von 4030 mm × 1625 mm × 1420 mm lobten zeitgenössische Tester das Platzangebot im Innenraum, wobei es jedoch zu beengter Beinfreiheit im Fond kam, wenn die Vordersitze weit zurückgeschoben waren. Im Vergleich zum Vorgängermodell wurden die Fensterflächen erheblich vergrößert, was die Übersichtlichkeit für den Fahrer verbesserte. Sowohl das Lenkrad mit Hupenring als auch die Tachometereinheit waren der letzten Entwicklungsstufe der Modellreihe 1300/1500 entlehnt. Kritisiert wurde das schlecht ablesbare Bandtachometer mit zu stark gedämpfter (verzögert reagierender) Geschwindigkeitsanzeige und das etwas zu hoch liegende Lenkrad. Insgesamt waren Armaturenbrett und Innenraum aber neu gestaltet worden. Der serienmäßige Lieferumfang umfasste eine Benzinuhr mit Reserveleuchte. Im 385 Liter fassenden Kofferraum war links das Reserverad und rechts der Kraftstofftank untergebracht.
Die Kunden nahmen den Fiat 124 von Anfang an positiv auf. Schon beim Produktionsstart konnten 200 Einheiten pro Tag gefertigt werden; eine Zahl, die bis zum Herbst 1966 auf 600 stieg. Fiat entwickelte die Modellfamilie weiter und präsentierte im Frühjahr 1967 einen Kombi mit dem Namen Familiare. Er übernahm nahezu alle Merkmale der Limousine, hatte jedoch Reifen der Größe 6,15S–13 statt 5,50S–13. Das Tankvolumen vergrößerte sich von 39 auf 47 Liter.
Obwohl sich der Fiat 124 gut verkaufte, wurde die Leistung als zu gering kritisiert. Anders fiel die Bewertung durch die Fachpresse im Osten aus, hier wurde der Motor des Fiat 124 als äußerst leistungsstarkes Triebwerk (50 PS/l) eingeschätzt und für den günstigen Drehmomentverlauf (maximales Drehmoment bereits bei 2600/min) gelobt. Kritik dagegen galt dem zu hohen Kraftstoffverbrauch von etwa 10 l/100 km, der sich nur bei ausgesprochen vorsichtiger Fahrweise auf 7,5–8,5 l/100 km verringern ließ. Kritisiert wurde auch die ungünstige, vom Fiat 1500 übernommene Getriebeabstufung. Das Fahrwerk wurde gelobt, mit Ausnahme der nicht befriedigenden Eigenschaften auf unebener oder glatter Fahrbahn.
Im November 1968 wurde der 124 Special vorgestellt. Der Hubraum des Motors wurde auf 1438 cm³ vergrößert und die Kompression auf 9,1 : 1 erhöht. Damit erreichte er ein maximales Drehmoment von 110 Nm bei 3300/min und eine Leistung von 70 DIN-PS (51 kW). Diese Leistungssteigerung kam im Wesentlichen der Beschleunigung zugute, die Höchstgeschwindigkeit stieg nur um 5 km/h. Der Special war äußerlich an einem geänderten Kühlergrill mit Doppelscheinwerfern, größeren Stoßstangenhörnern und an geänderten Heckleuchten mit integrierten Rückstrahlern zu erkennen. Der Innenraum war leicht überarbeitet. Die Instrumenteneinheit bestand beim Special aus zwei runden Anzeigen. Links befand sich der Tachometer ohne Tageskilometerzähler. Im rechten Instrument waren alle Anzeigen und Warnleuchten zusammengefasst. Zur Senkung des Fahrgeräuschpegels wurden in dieses Modell zusätzlich 25 kg Dämmmaterial eingebaut.
Im November 1970 kamen die Fahrzeuge der ersten Modellpflege in den Handel. Das Basismodell des Fiat 124 erhielt einen neu gestalteten Kühlergrill mit vier horizontal angeordneten und verchromten Leisten. Die Stoßstangenhörner wurden vom 124 Special übernommen. Das überarbeitete Heck hatte nun größere Rückleuchten mit Rückfahrscheinwerfern. Um die Luftzirkulation im Innenraum aller Fahrzeuge zu verbessern, kamen Entlüftungsschlitze an die C-Säule. Eine Zweikreisbremsanlage mit Servounterstützung erhöhte die Sicherheit. Auch dem 124 Special kamen diese Änderungen zugute. Allerdings entfielen die Stoßstangenhörner zugunsten einer umlaufenden Gummileiste. Im Innenraum gab es Elemente mit Holzimitat.
Zur gleichen Zeit wurde der 124 Special T in das Programm aufgenommen. Er hatte den Motor mit zwei obenliegenden, zahnriemengetriebenen Nockenwellen aus den Modellen 124 Coupé und Spider. Damit zielte der 124 Special T auf den erfolgreichen Alfa Romeo Giulia Super. Der Motor basierte auf dem Motorblock der einfacheren Modelle mit seitlicher Nockenwelle, jedoch mit einem neuen Zylinderkopf. Aurelio Lampredi hatte beide Varianten entworfen. Die Konstruktion des Fiat-Twin-Cam-Motors wurde noch lange in verschiedenen Modellen von Fiat, Lancia und Alfa Romeo verwendet.
Der Motor hatte auch 1438 cm³ und gegenüber den Sport-Modellen eine reduzierte Leistung von 80 DIN-PS und ein maximales Drehmoment von 110 Nm bei 4000/min. Die Verdichtung lag bei 8,9 : 1. Gegen Aufpreis war ein elektrischer Drehzahlmesser erhältlich.
Die letzte Überarbeitung erfuhren die Modelle im August 1972. Äußerlich erhielten alle Varianten einen neugestalteten Kühlergrill, der nun wie die Radkappen das umgestaltete Fiat-Markenzeichen trug. Im Innenraum zeigten sich Armaturen mit schwarzer Grundfarbe und gelber Schrift. Die Basisversionen und der Special erhielten einen stärkeren Motor. Durch Änderungen an der Nockenwelle und den Brennräumen konnten bei beiden Modellen 5 DIN-PS zusätzlich gewonnen werden. Der Special T wurde dagegen mit dem Motor des im gleichen Jahr eingeführten 132 1600 N bestückt. Er hatte 1592 cm³ Hubraum, 95 DIN-PS, ein maximales Drehmoment von 125 Nm bei 4000/min und eine Verdichtung von 8,9 : 1.
Die Produktion in Italien wurde im Januar 1975 eingestellt, das Modell wurde aber noch Jahrzehnte außerhalb Italiens in Lizenz gefertigt. Sein Nachfolger wurde der Fiat 131 Mirafiori.

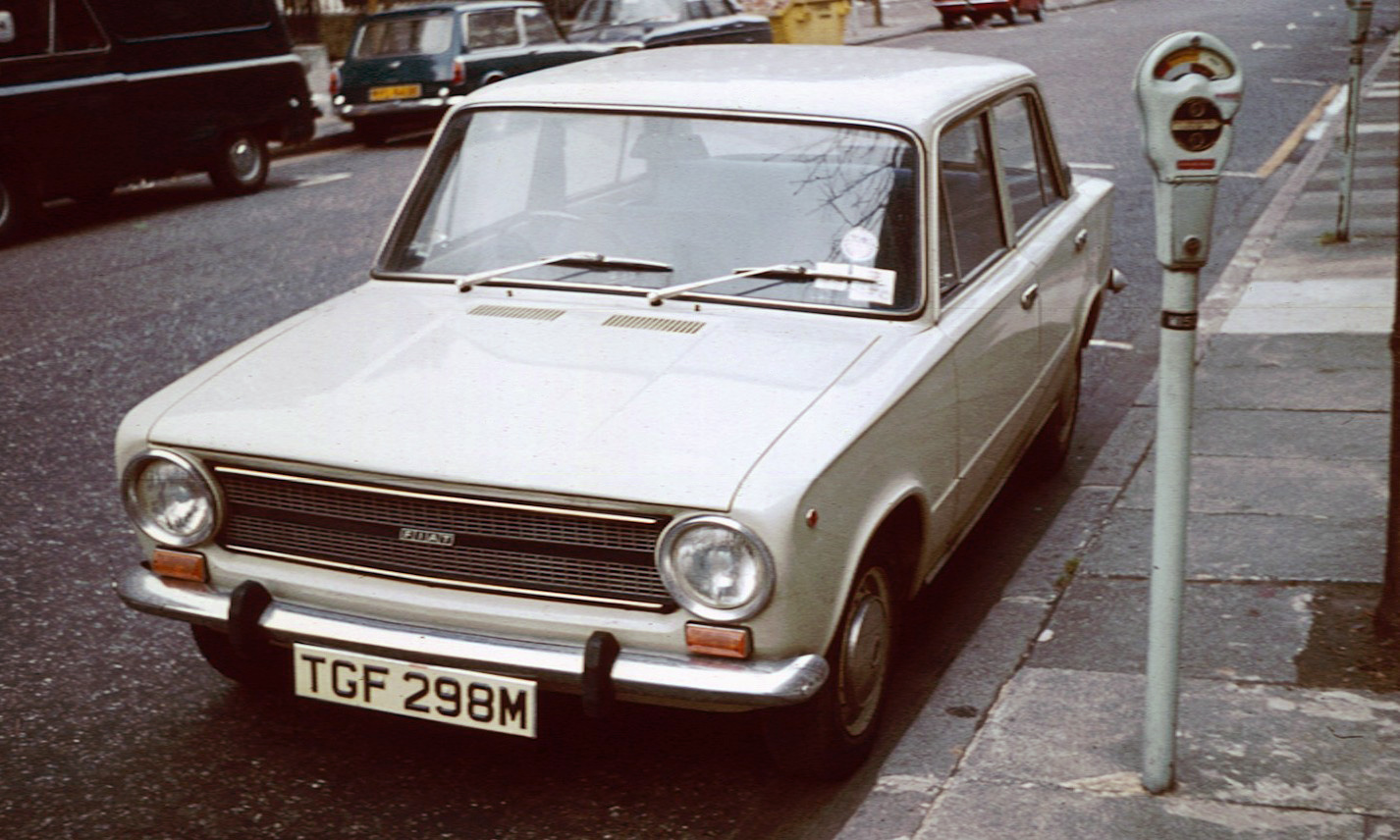
Fiat 124 Limousine (1972–1975)
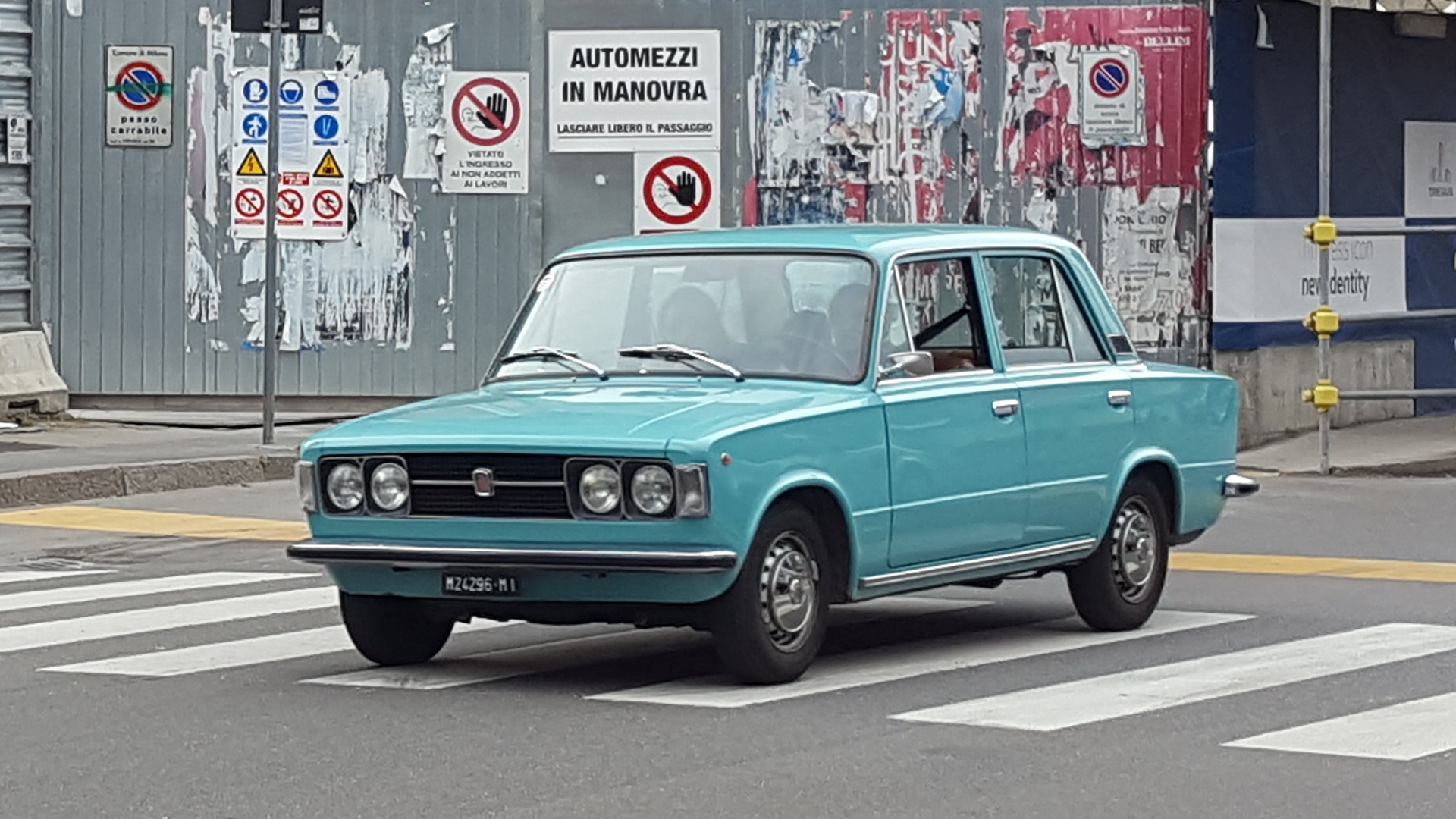
Fiat 124 Special (1970–1974)
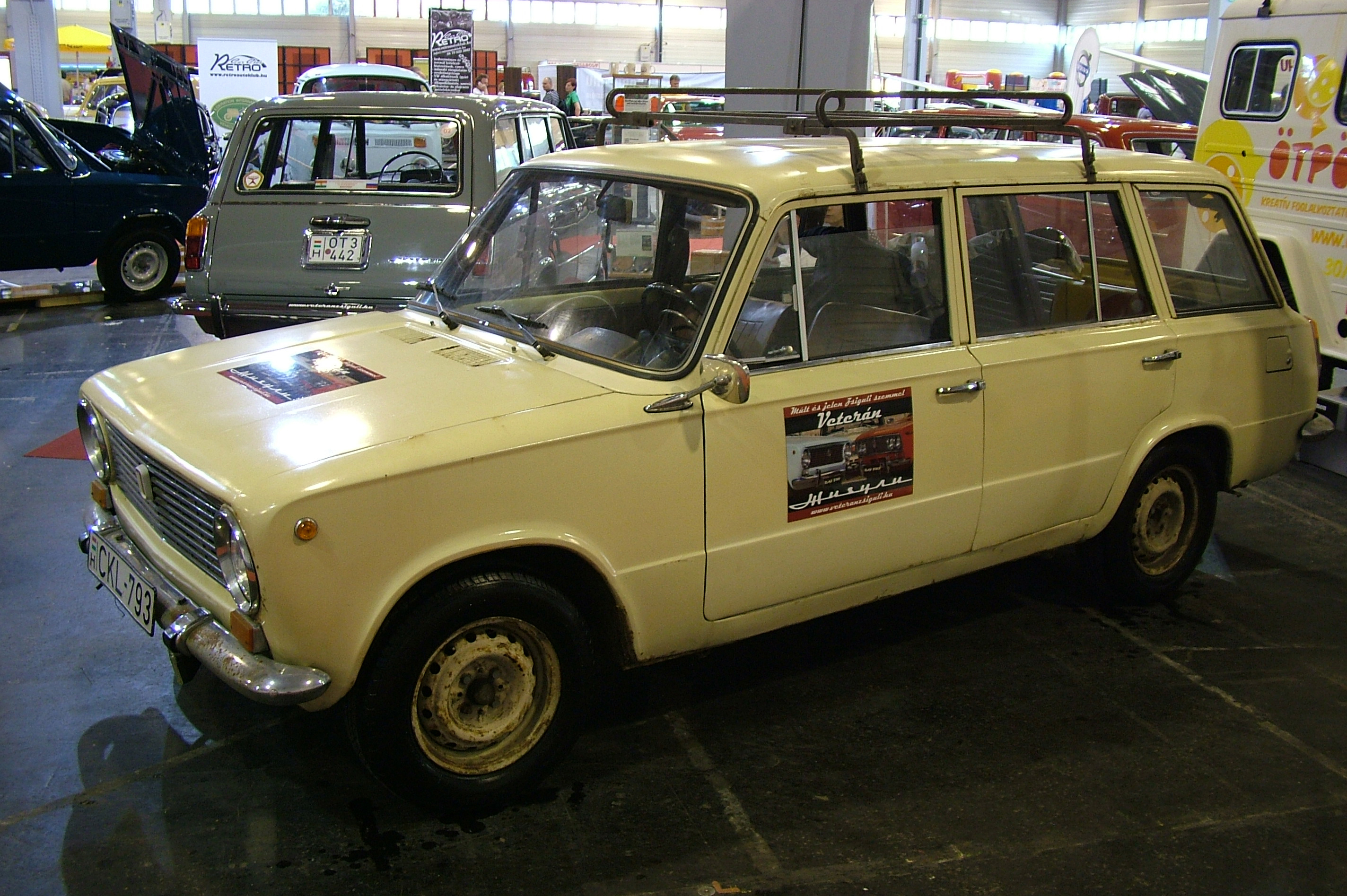
Fiat 124 Kombi (Familiare)
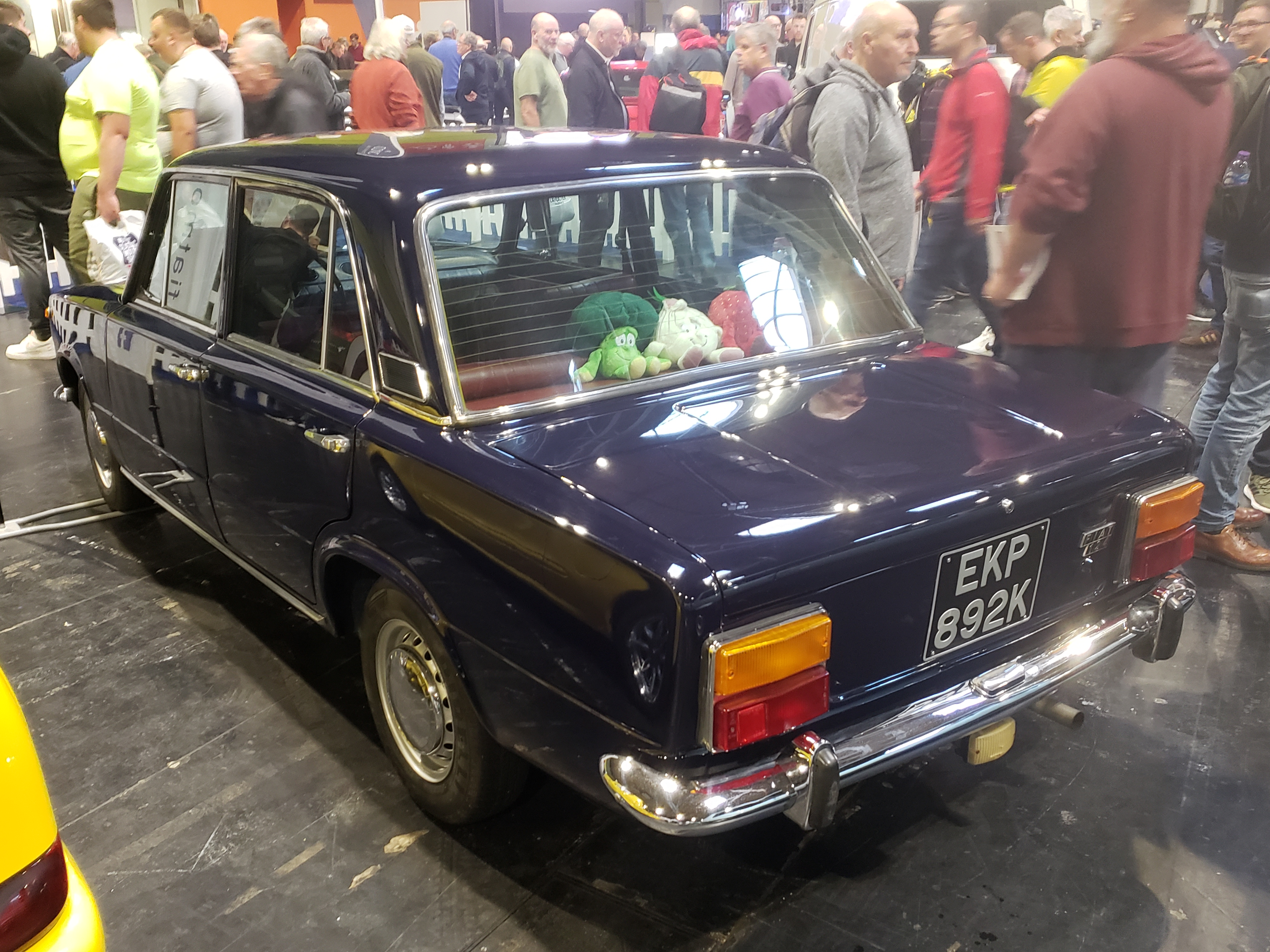
Heck Limousine 2. Serie
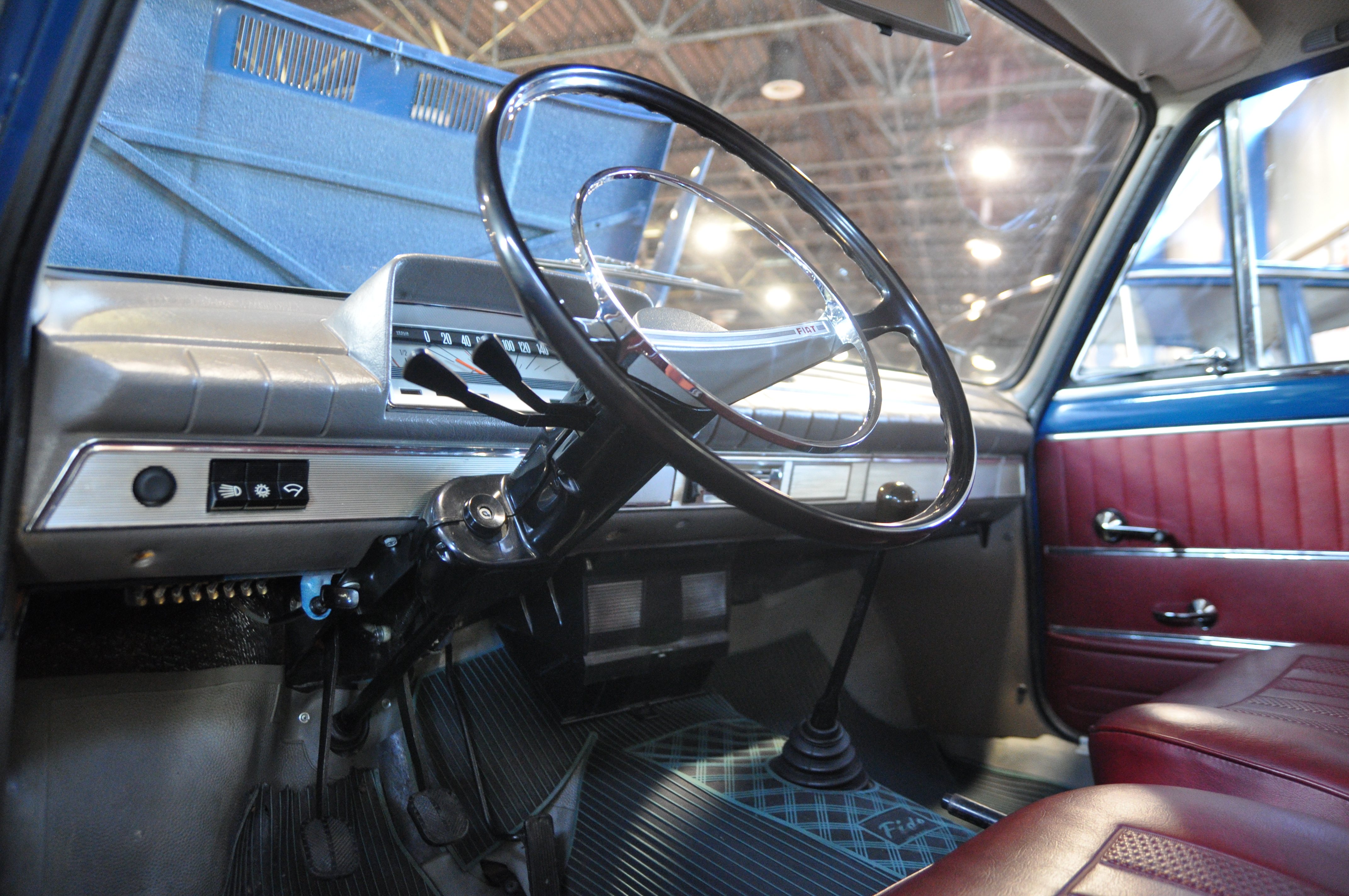
Innenraum Fiat 124 Limousine

## Coupé
Das Fiat 124 Coupé gehört zur Fahrzeugkategorie „Coupé“ und wurde als Modellvariante des Fiat 124 von März 1967 bis Anfang 1976 produziert. Es hatte anfangs 1438 cm³ Hubraum und leistete 90 PS (66 kW). Durch ein weit nach hinten gezogenes Dach entstand im Fond normale Limousinen-Kopffreiheit, weshalb der Hersteller das Fahrzeug als „viersitzigen Tourenwagen“ bezeichnete. Erstmals bei Fiat wurden hier Front- und Heckscheibe direkt auf die Karosserie aufgeklebt.
Im Frühjahr 1969 bekam das Coupé eine geänderte Frontpartie mit Doppelscheinwerfern, die formal dem Fiat Dino Coupé angeglichen wurde.
Auch die Rücklichter wurden verändert. Hinzu kam eine zweite Motorenvariante mit 1608 cm³ und 110 PS (81 kW).
Im Sommer 1972 folgte eine weitere Überarbeitung der Front- und Heckpartie. Als neue Motoren standen die des neuen Fiat 132 mit 1592 cm³/110 PS und 1756 cm³/118 PS zur Wahl.

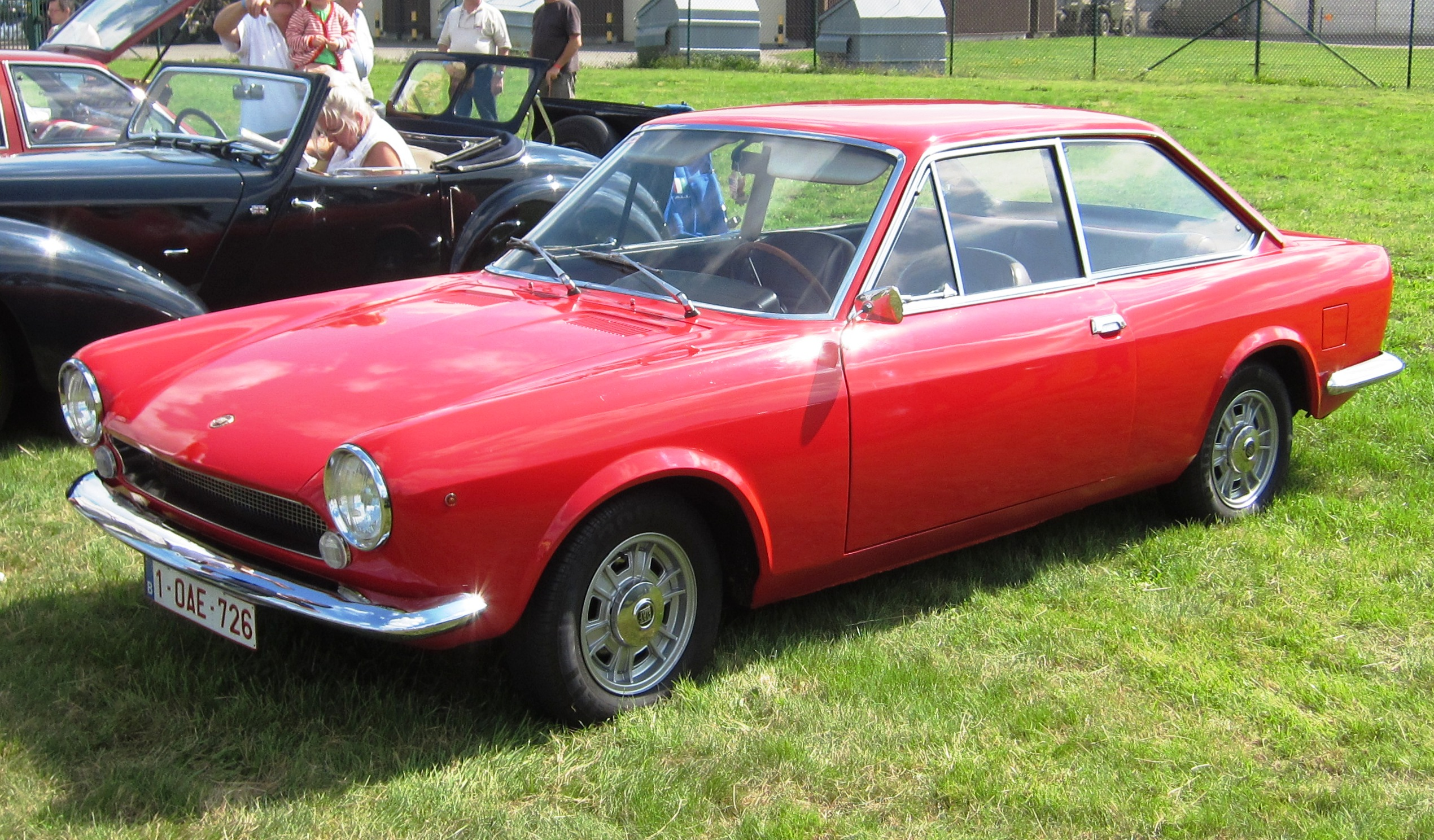
Fiat 124 Coupé (1967–1969)
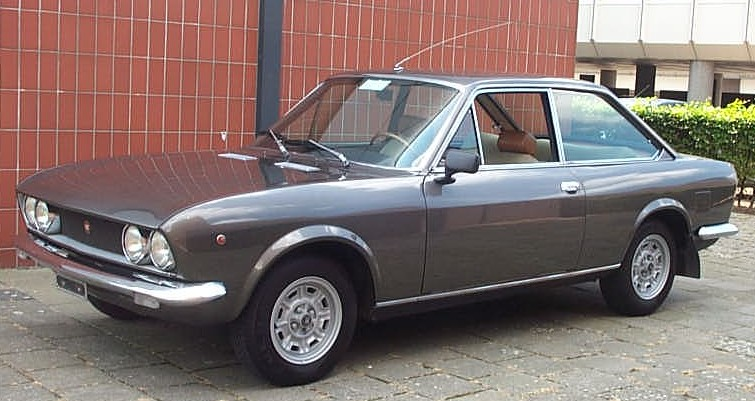
Fiat 124 Coupé (1969–1972)
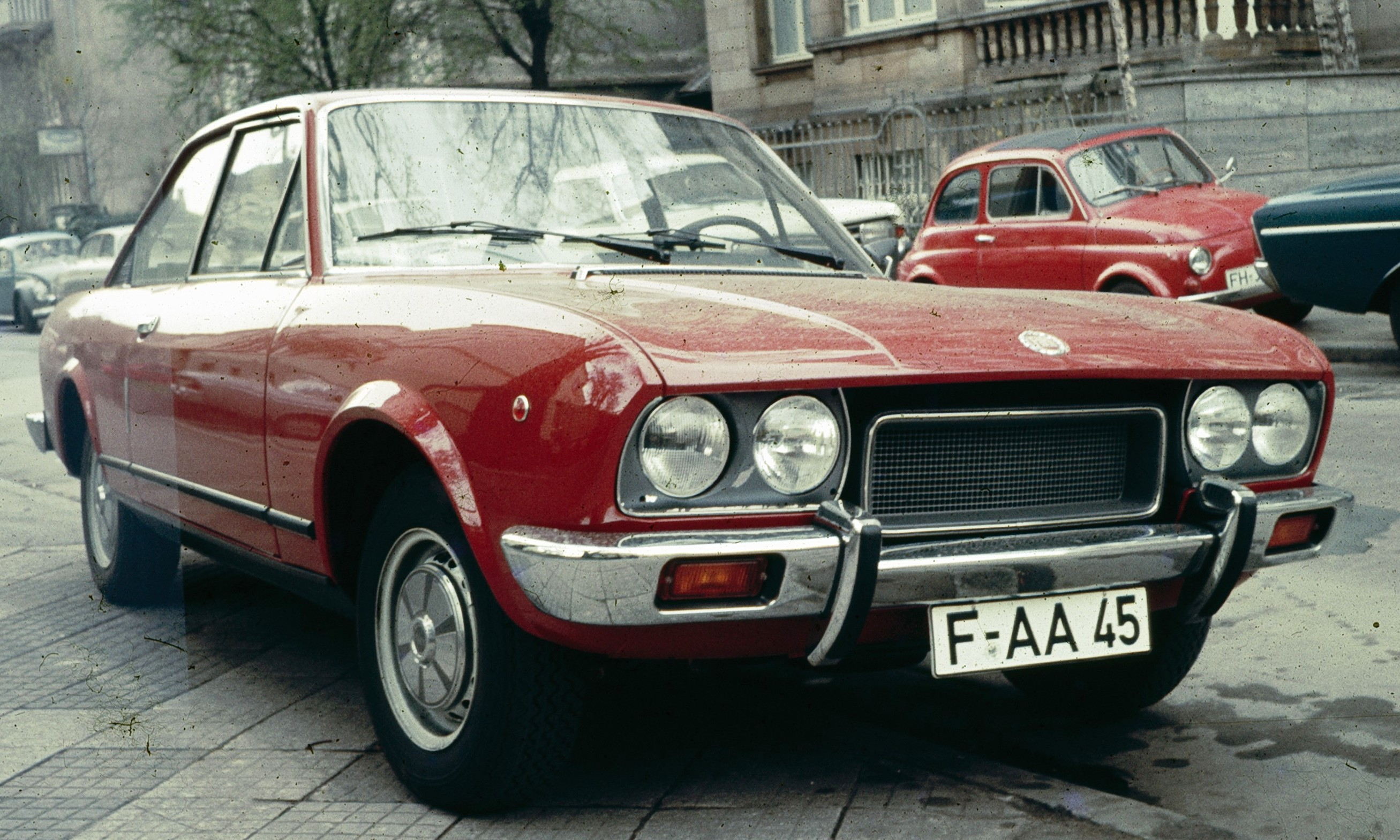
Fiat 124 Coupé (1972–1976)
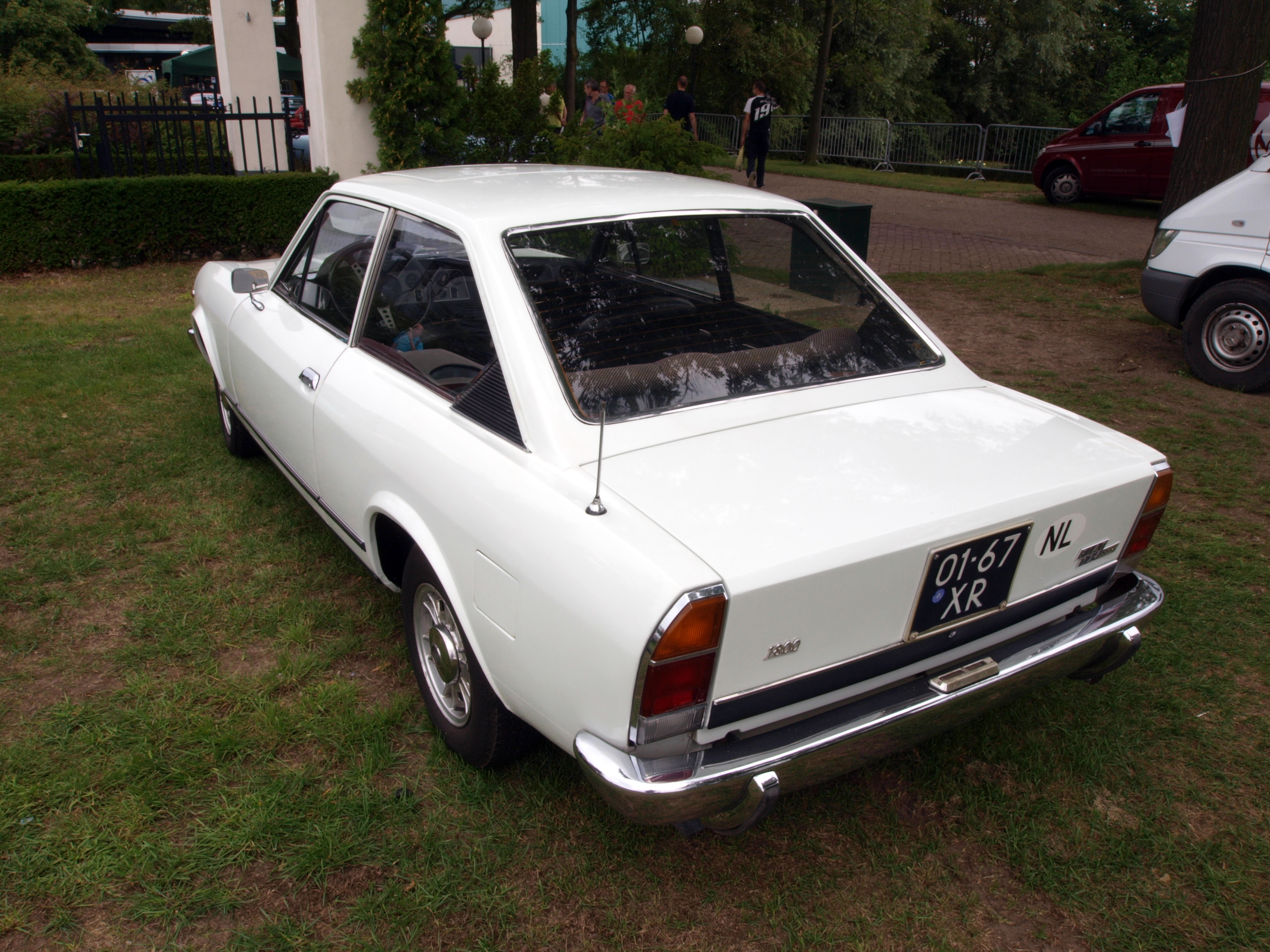
Heckansicht

## Spider
Der Fiat 124 Sport Spider gehört zur Fahrzeugkategorie „Roadster“ und wurde als Modellvariante des Fiat 124 von Mitte 1966 bis 1982 von Fiat selbst und 1982 bis 1985 von Pininfarina im Auftrag von Fiat hergestellt, zu erkennen durch das unterschiedliche Logo auf Kühlergrill, Lenkrad und Schaltknauf. Schon zuvor wurden die Spider für den Export in die USA bei Pininfarina hergestellt.
Die Karosserie des 124 Sport Spider ist eine Arbeit des Pininfarina-Designers Tom Tjaarda. Der Entwurf basiert auf dem 1963 präsentierten Show Car Chevrolet Corvette Rondine.
Für den Spider wurde zunächst der Motor der Limousine auf 1438 cm³ aufgebohrt. Er leistete 90 PS (66 kW) bei 6500/min. Neu war unter anderem der Zylinderkopf aus Leichtmetall mit zwei zahnriemengetriebenen, obenliegenden Nockenwellen.
Der Fiat 124 Sport Spider wurde im Frühjahr 1969 und im Sommer 1972 weiter verändert. Die Änderungen waren weniger auffällig als beim Coupé. Zentrale Veränderung war die neue, leistungsgesteigerte und zuverlässigere Motorengeneration. Ab September 1972 bis 1974 wurden auch Fahrzeuge mit 1756-cm³-Motor, 128 PS (94 kW) und dem Namenszusatz Abarth gebaut. Diese im Leistungsgewicht sportlichste Version des Fiat 124 Sport Spider („Abarth“) war ein Homologationsmodell für den Rallye-Sport und wurde mit fest montiertem Hardtop anstelle des Stoffverdecks und mit Gummipuffern anstatt Stoßstangen ausgeliefert. Zur Gewichtsreduktion bestanden Motorhaube und Kofferraumdeckel aus schwarzem Kunststoff, und die Hinterräder waren anstatt der Starrachse einzeln aufgehängt.
Bis 1979 stieg die Motorleistung mit Einführung neuer Motoren mit 1,6 Liter Hubraum auf bis zu 110 PS (81 kW) an. Ab 1972 wurde der Spider auch mit 1,8-Liter-Motor angeboten, der 114 PS (84 kW) mit Vierganggetriebe und 118 PS (87 kW) mit Fünfganggetriebe leistete.
Die ab Anfang 1978 produzierten Fahrzeuge wurden mit dem 2,0-Liter-Aggregat und mit bis zu 100 PS (74 kW) als Fiat 2000 Spider vermarktet.

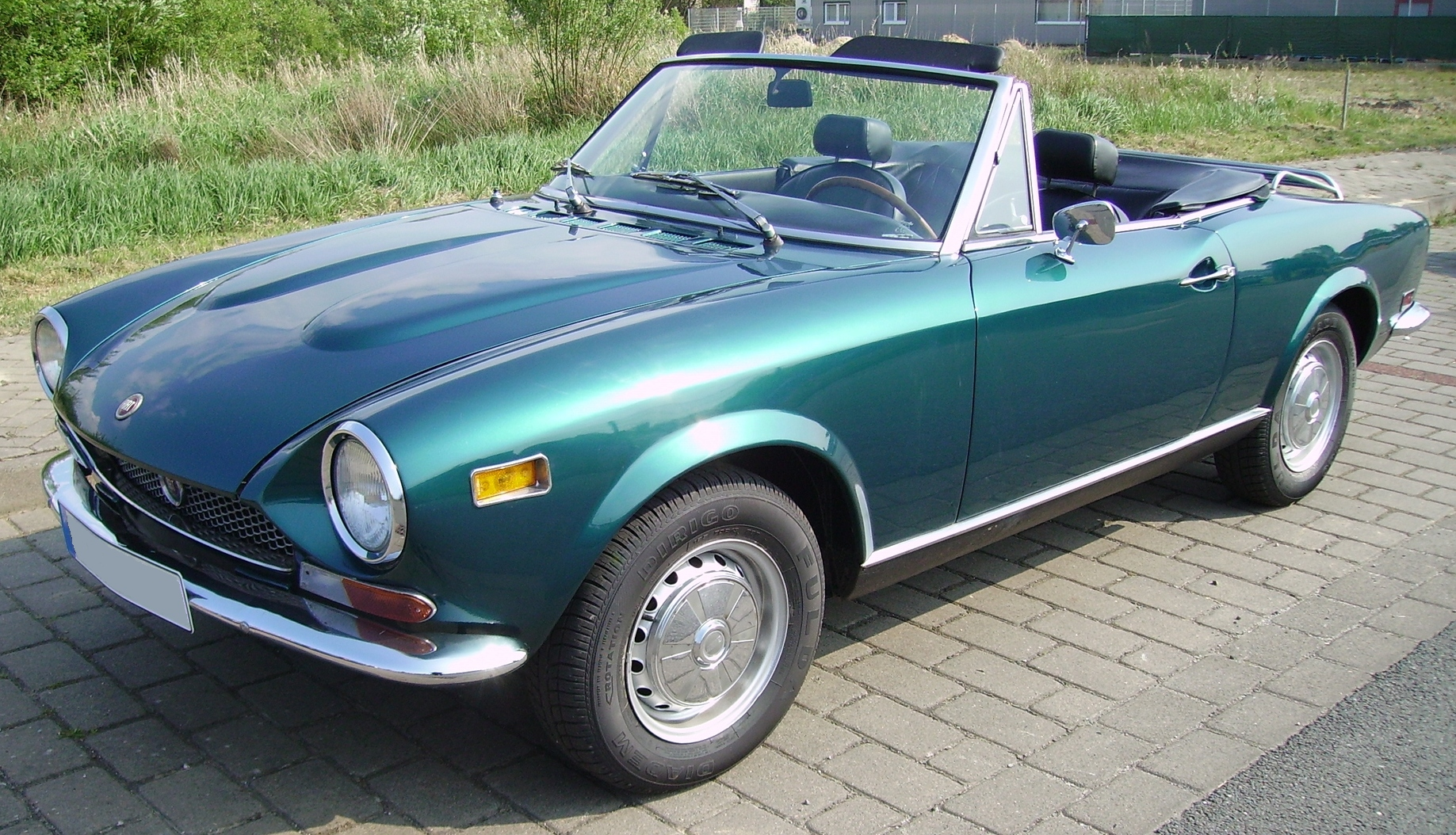
Fiat 124 Sport Spider (1972–1978)
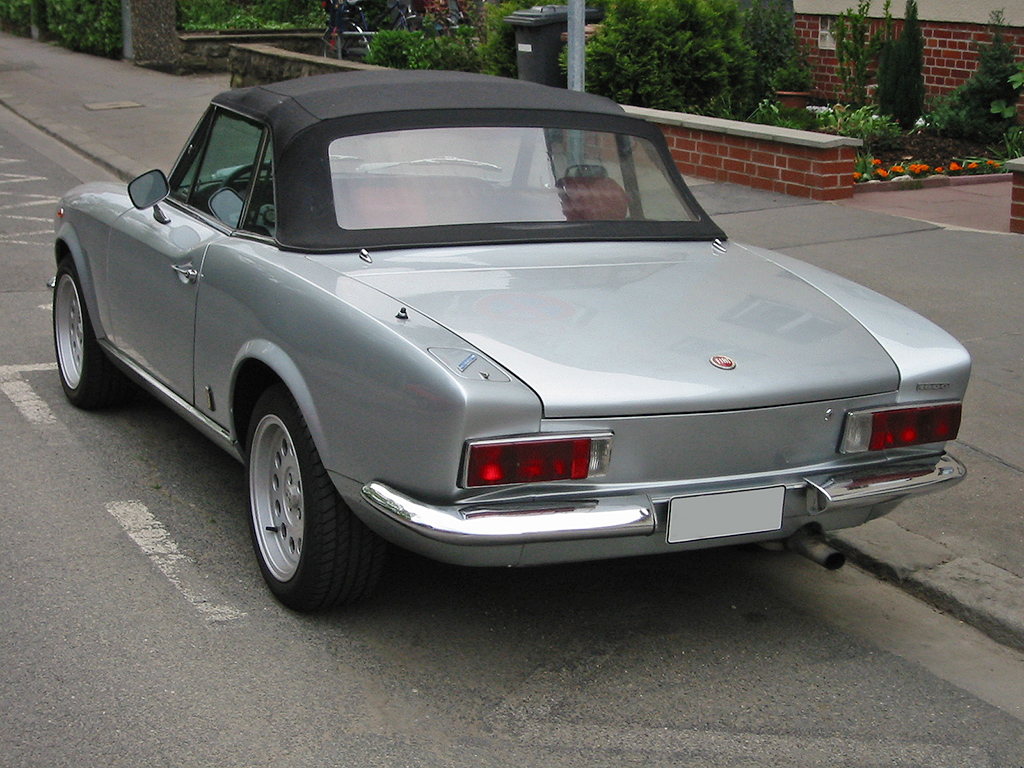
Heckansicht
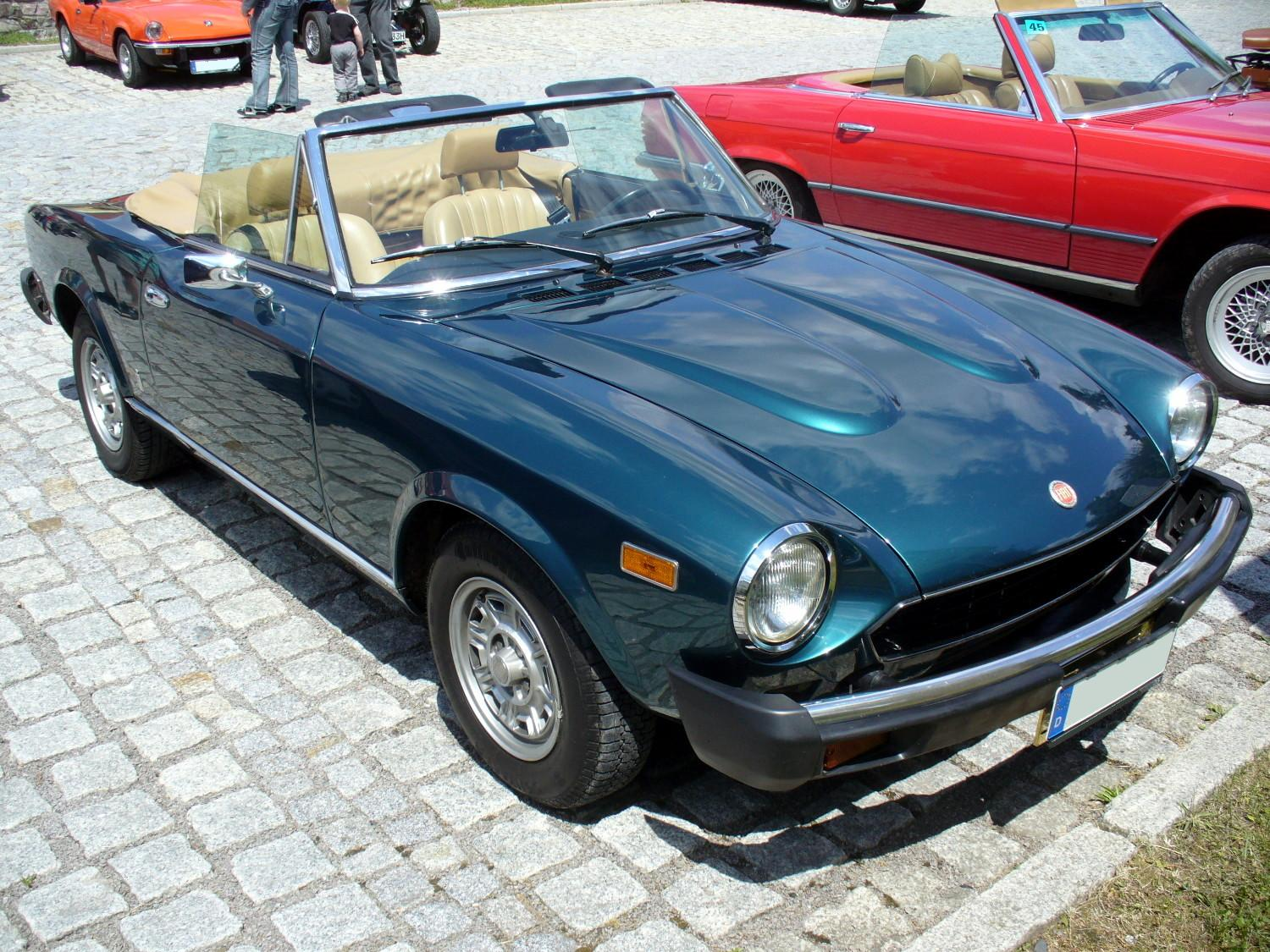
Fiat 2000 Spider (1978–1982)
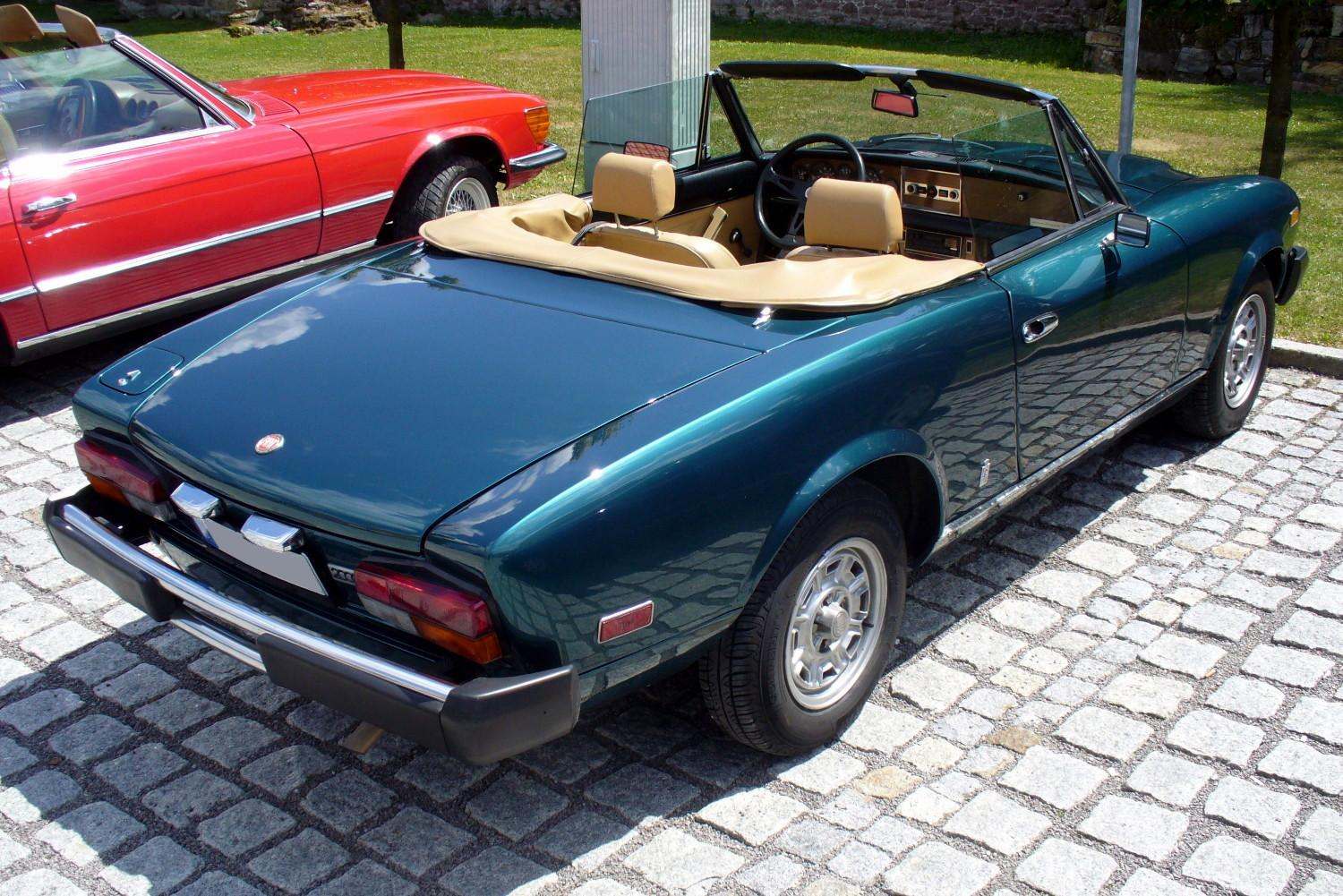
Heckansicht
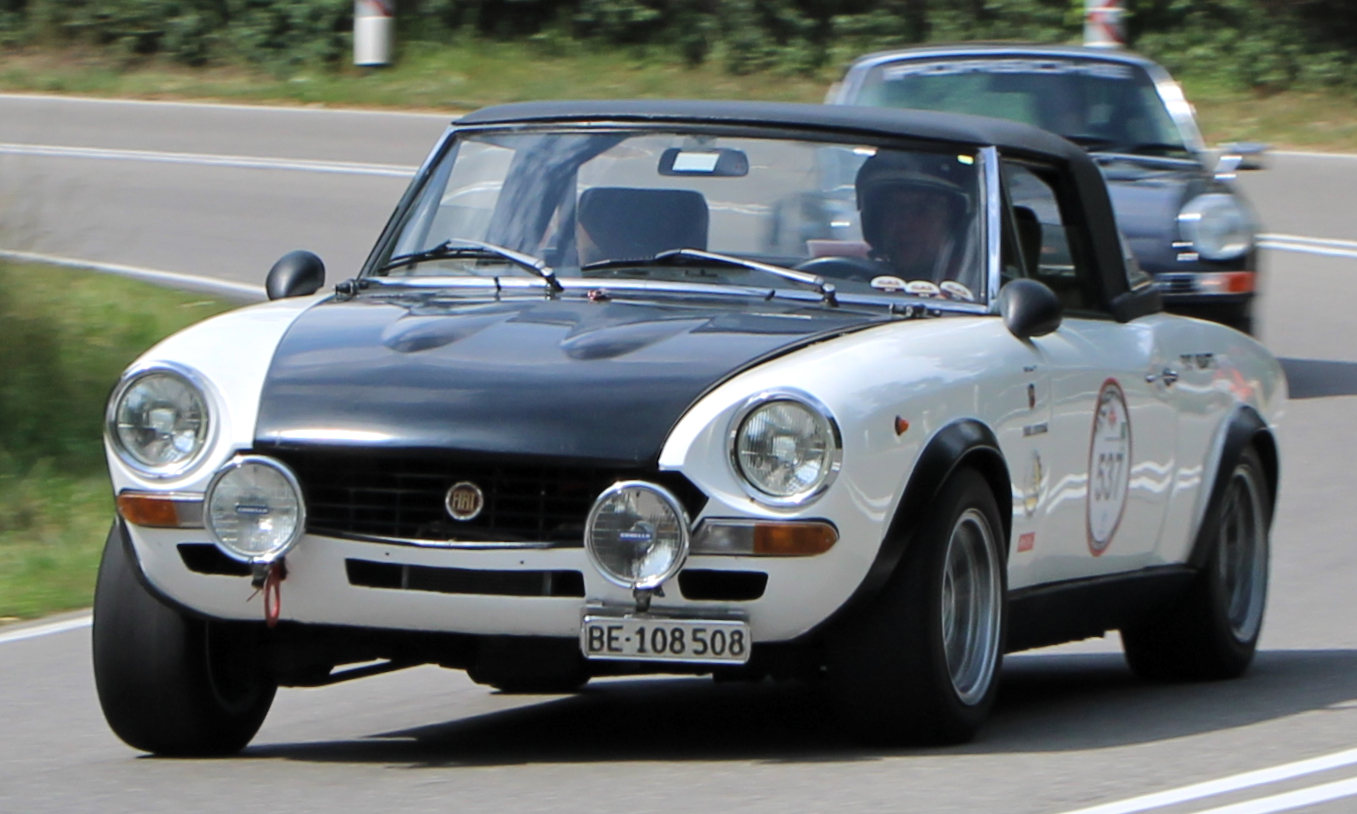
Fiat 124 Abarth Rally auf dem Solitude Revival 2019

Fiat nahm den Spider im Herbst 1982 aus dem Angebot; Pininfarina produzierte ihn bis Sommer 1985 als 124 DS unter der Modellbezeichnung Pininfarina Spidereuropa. Er wurde über das Händlernetz der Fiat AG verkauft und ausgeliefert. Dieses Modell hatte einen 2,0-Liter-Einspritzmotor mit 105 PS (77 kW) und Bosch L-Jetronic, der kurz vor dem Produktionsende im Juli 1985 leistungsmindernd einen Abgaskatalysator erhielt.
1983 baute Pininfarina 500 Wagen Spidereuropa Volumex. Sie waren von Abarth getunt, hatten einen Roots-Kompressor und wurden als limitierte Sonderedition verkauft. Mit seinen 135 PS (99 kW) aus zwei Liter Hubraum war der Volumex stärker als sein „ewiger Rivale“, der Alfa Romeo Spider. Der Volumex erreichte eine Höchstgeschwindigkeit von 190 km/h, 15 km/h mehr als die übrigen Fiat 124 Spider.
Die Produktion des Fiat 124 Spider wurde nach 19 Jahren und fast 200.000 gebauten Fahrzeugen im Juli 1985 eingestellt.

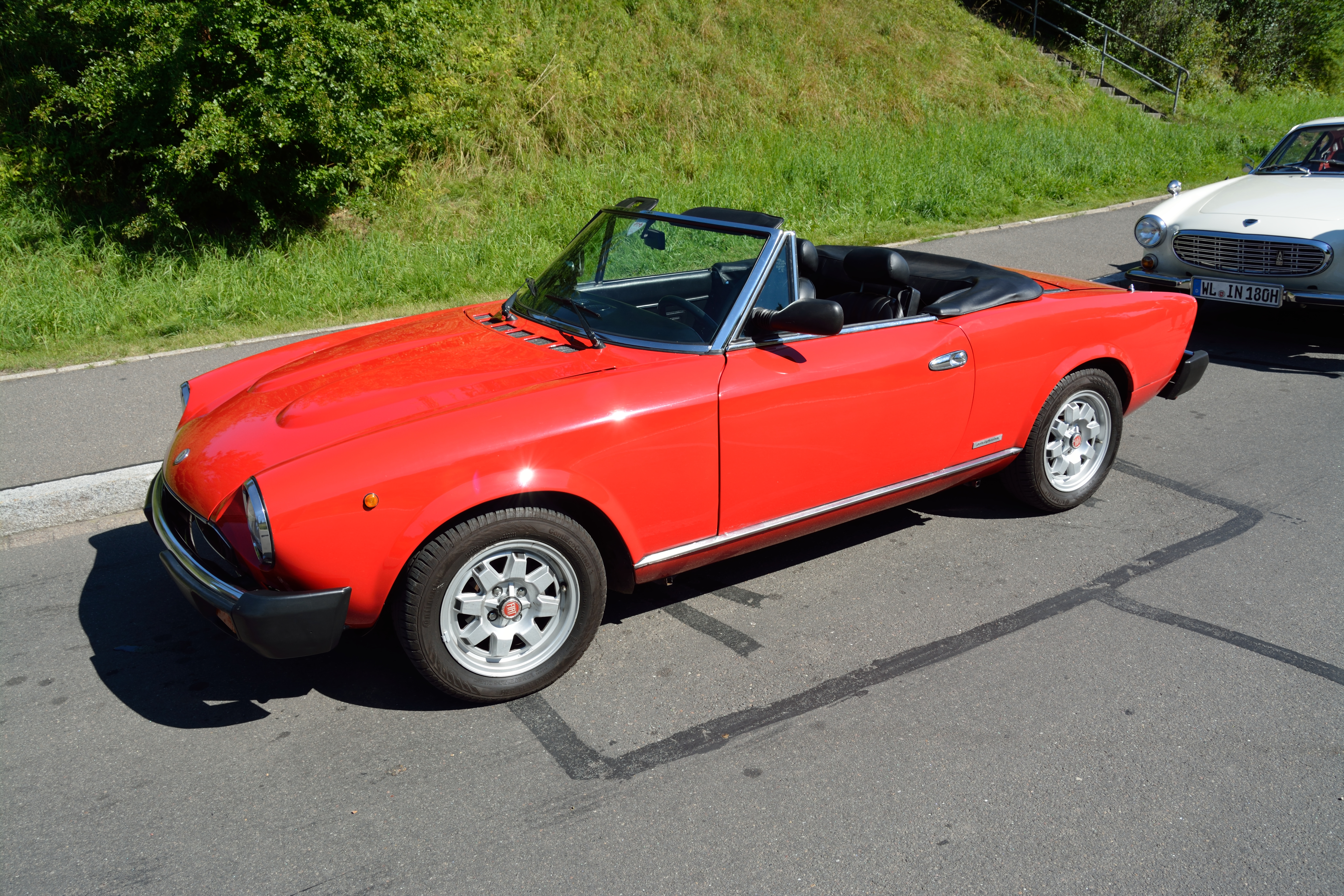
Pininfarina Spidereuropa (1982–1985) mit den Stoßstangen für den amerikanischen Markt
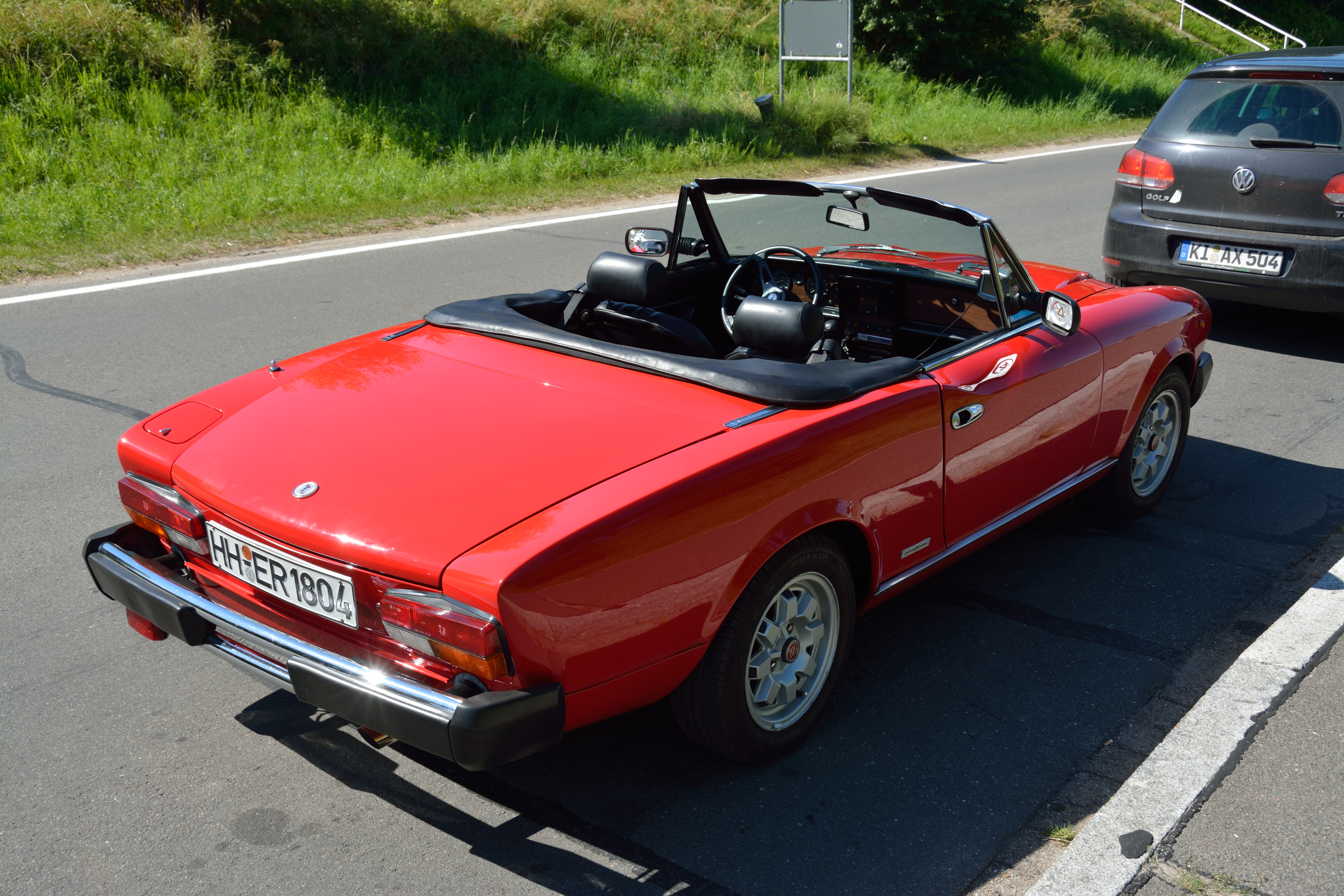
Heckansicht mit den Stoßstangen für den amerikanischen Markt

## Lizenznachbauten
Die international mit Abstand größte Verbreitung fand das Fiat-124-Baumuster durch die umfangreiche Lizenzproduktion der Sowjetunion in Toljatti. Die im RGW als Schiguli und im NSW als Lada bezeichneten Fahrzeuge des Herstellers AwtoWAS waren mit dem Fiat 124 nicht identisch. Unter anderem besaßen sie einen eigenentwickelten Motor mit obenliegender Nockenwelle und waren an schlechte Wegstrecken und härtere klimatische Verhältnisse angepasst worden.
Die im Geschäft mit den Italienern entstandenen Kosten beglich die Sowjetunion angeblich mit Karosserieblechen, die sich jedoch als problematisch herausstellten, da der Recycling-Stahl stark rostanfällig gewesen sei. Mutmaßungen zufolge sei dadurch der jahrzehntelang nachwirkende Ruf entstanden, Fiat und Alfa Romeo würden ausschließlich Rostlauben produzieren. Tatsächlich aber zahlte die Sowjetunion für die italienische Unterstützung mit Erdöl, wurde in Italien selbst ausreichend Stahl produziert und hatten jedoch diese italienischen Hersteller damals allgemein keinen besonderen Wert auf Korrosionsschutz gelegt: Weitergehende Rostschutzmaßnahmen wie Hohlraumversiegelung oder Unterbodenschutz wurden damals im Fiat-Konzern kaum angewendet. Ab 1979 wurde der Nachfolger des WAS-2101, der WAS-2105, in Produktion genommen, der bis 2012 gebaut wurde, zuletzt in Tschetschenien.
In Spanien wurde der Fiat 124 als Seat 124 von 1968 bis 1980 gebaut; parallel dazu gab es von 1969 bis 1975 den auf Basis des 124 weiterentwickelten Seat 1430. Das Fiat 124 Coupé wurde ebenfalls von Seat gebaut, als Seat 124 Sport Coupé von 1970 bis 1976.
In Lizenz wurde der Fiat 124 von 1971 bis 1977 unter dem Namen Murat 124 bei Tofaş in Bursa (Türkei) gebaut. Insgesamt wurden dort 134.867 Fahrzeuge dieses Typs mit einem 1,2-Liter-Motor produziert. Bekannt wurde der Murat 124 auch unter dem Namen Serçe (Spatz). Seit den 1990er-Jahren wird er im Volksmund auch „Hacı Murat“ genannt.
Von NSU-Fiat und Pirin-Fiat wurde der Fiat 124 ebenfalls gefertigt – als Fiat 124.
Auch in Asien wurde der Fiat 124 unter Lizenz gefertigt. So war dieses Modell der erste PKW der koreanischen Marke Asia Motors und wurde von 1970 bis 1975 als Asia-Fiat 124 gebaut. In Indien baute Premier (wie vorher schon andere Fiat-Modelle) den Fiat 124 ab 1986 in Lizenz als Premier 118 NE und später mit Dieselmotor als Premier 137D.

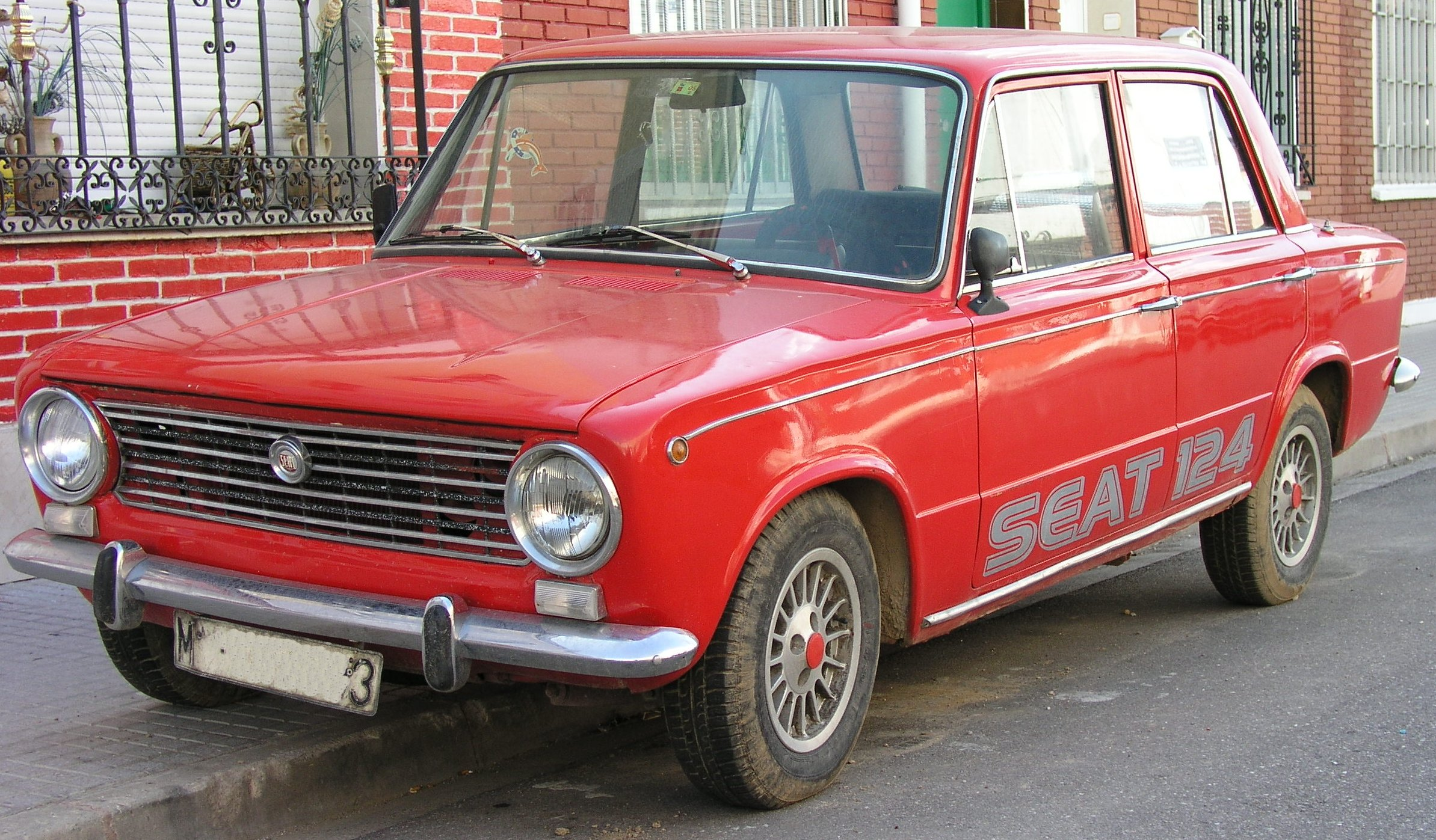
Seat 124
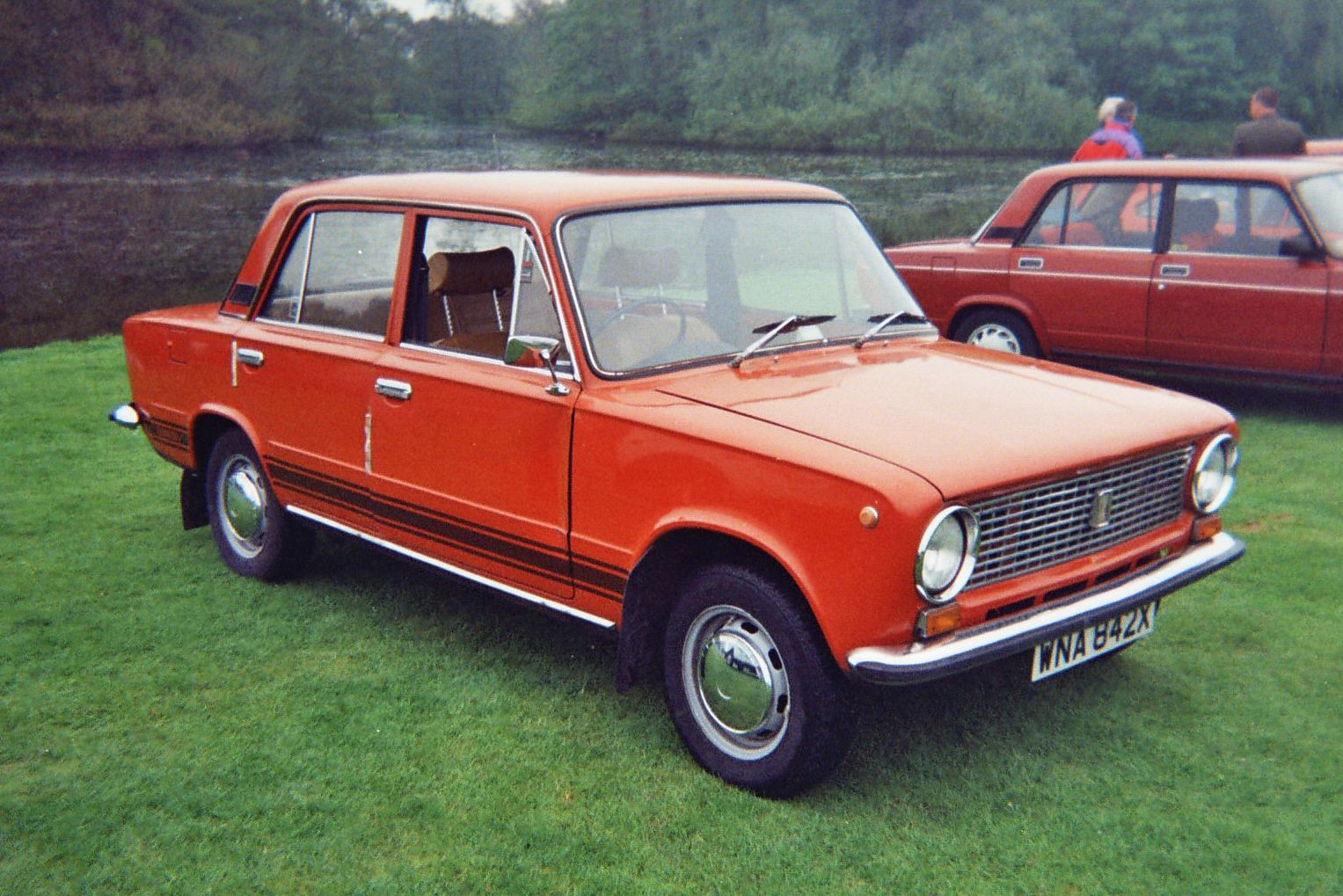
Lada Schiguli
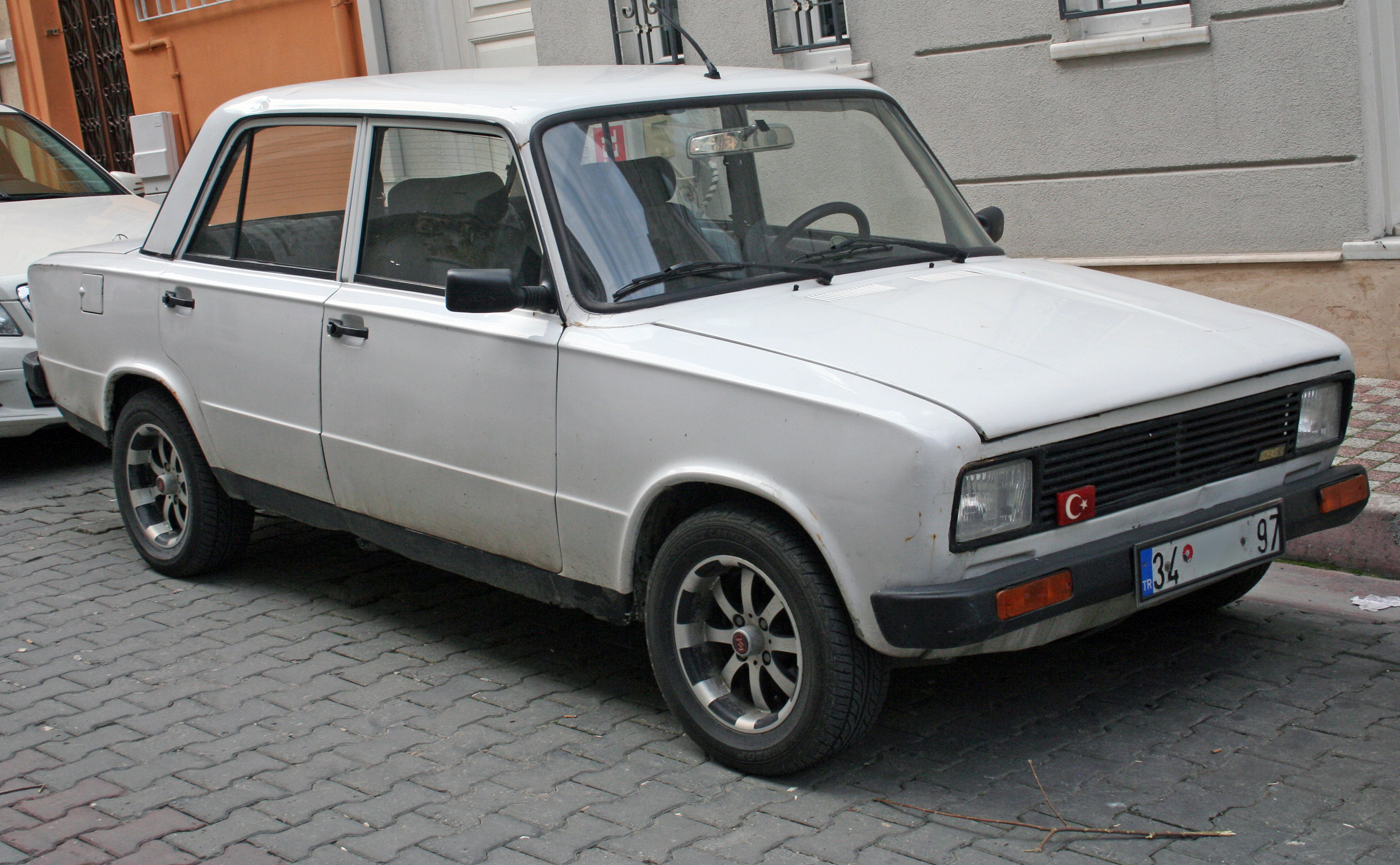
Tofaş Serçe
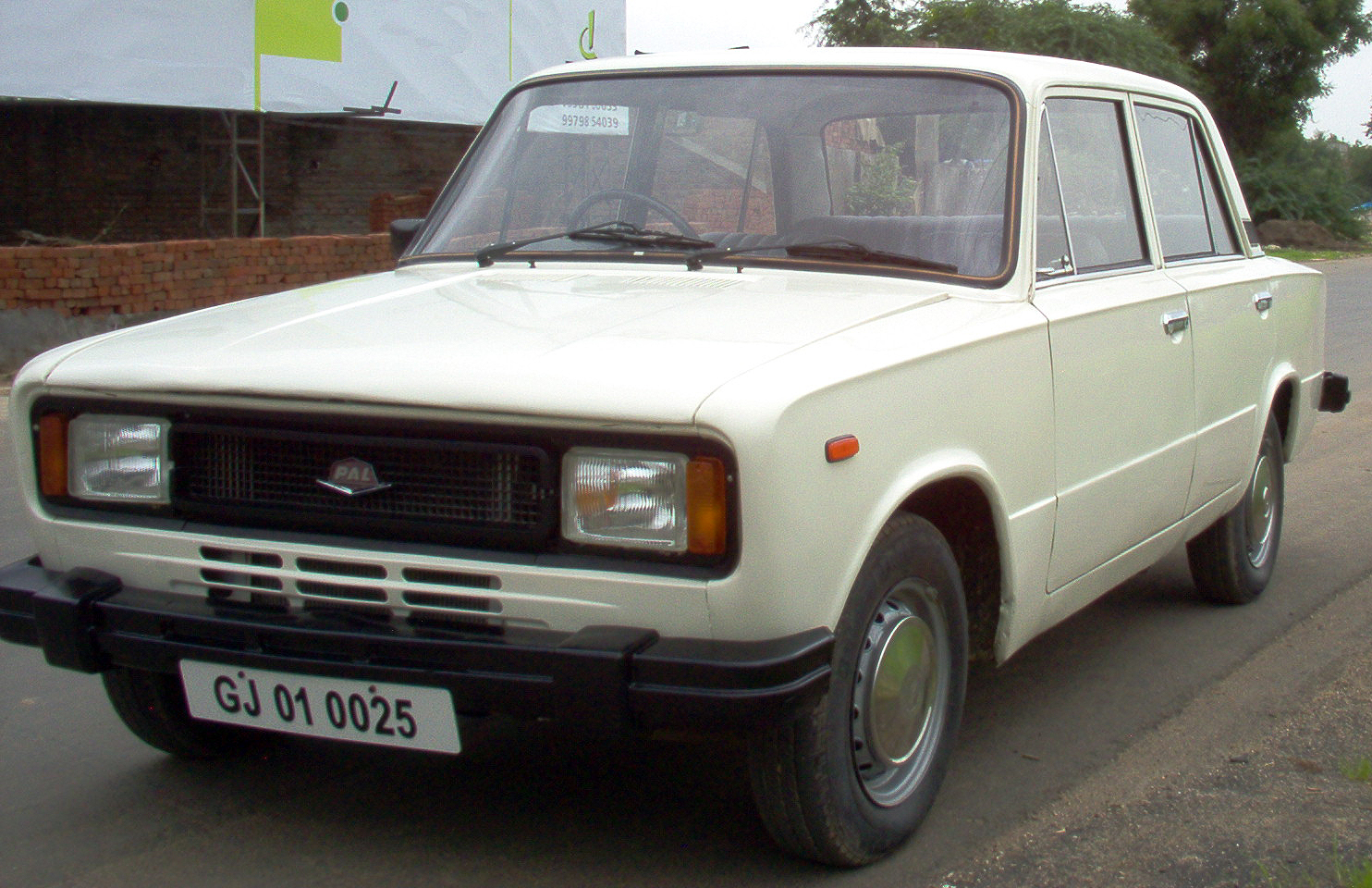
Premier 118 NE

## Modellchronik in Stichworten
- 03.1966: Vorstellung des Fiat 124 als Limousine und Kombi sowie des Fiat 124 Spider in Turin
- 03.1967: Vorstellung des Fiat 124 Coupé
- 12.1968: Vorstellung des Fiat 124 Special
- 01.1971: Modellpflege und Vorstellung des Fiat 124 Special T
- 08.1972: Letzte Modellpflege
- 07.1975: Produktionseinstellung der Fiat 124 Limousine und des Kombi
- 02.1976: Produktionseinstellung des Fiat 124 Coupé
- 1978: 2000 Stück zum 50-Jahr-Jubiläum von Pininfarina 2000 Limited Edition und Sonderserie 20 Stk. Spider Sportivo de Pininfarina
- 1980: Beginn der CSO-Serie mit 2,0-Liter-Motor, Einspritzung und G-Kat. Ausschließlich für den US-Markt produziert, aber häufig reimportiert.
- 1981: Legend Industries 500 Spider mit Turbolader
- 11.1982: Beginn der bei Pininfarina gefertigten Spider-DS-Serie einschl. VX, Vertrieb über die Fiat AG. Fiat Spider Volumex mit Roots-Gebläse, wurde auf 500 Stück limitiert und per eingestanzter Ziffer durchnummeriert
- 07.1985: Produktionseinstellung des Pininfarina Spider Europa 124 DS

## Motorenübersicht
- 1,2 Liter, 44 kW / 60 PS ab 1966 bis 1973 für Fiat 124
- 1,2 Liter, 48 kW / 65 PS (ab 1973 für Fiat 124, zugleich einer der meistverkauften Motoren)
- 1,4 Liter, 51 kW / 70 PS (ab 1968 bis 1973 für 124 Special)
- 1,4 Liter, 59 kW / 80 PS (ab 1971 bis 1973 für 124 Special T)
- 1,4 Liter, 66 kW / 90 PS (ab 1966 bis 1973 für Sport Coupé und Spider)
- 1,4 Liter, 55 kW / 75 PS (ab 1973 für Fiat 124 Special)
- 1,6 Liter, 70 kW / 95 PS (ab 1973 für Fiat 124 Special T)
- 1,6 Liter, 81 kW / 110 PS (ab 1969 für Sport Coupé und Spider, ab 1971 auch mit 74 kW/100 PS und einfachem Registervergaser)
- 1,8 Liter, 86 kW / 118 PS (ab 1973 für Sport Coupé und Spider)
- 2,0 Liter, 94 kW / 128 PS (ab 1973 für Sport Spider Abarth)
- 1,8 Liter, 65 kW / 88 PS (ab 1976 für Spider (US-Vergaser))
- 2,0 Liter, 63 kW / 86 PS (ab 1979 für Spider (US-Vergaser))
- 2.0 Liter nur 1979 für Spider Sportivo de Pininfarina
- 2,0 Liter, 77 kW / 105 PS (ab 1981 für Spider (i.e Einspritzer))
- 2,0 Liter, 90 kW / 122 PS (ab 1981 für Spider 500 Stück mit Turbo vom Hersteller Legend Industries)
- 2,0 Liter, 100 kW / 135 PS (von 1982 bis 1985 für 500 Spider Volumex mit Roots-Kompressor)